# Halmaherahavik
De halmaherahavik (Tachyspiza henicogramma) is een roofvogel uit de familie van de havikachtigen (Accipitridae). 

## Verspreiding en leefgebied
Het is een endemische soort van de noordelijk Molukken op de eilanden Halmahera, Morotai en Batjan in habitats zoals (sub)tropische vochtige laagland- en bergbossen. 

## Status
De grootte van de populatie is in 2012 geschat op 1500-7000 volwassen vogels en dit aantal neemt af. Op de Rode lijst van de IUCN heeft deze soort de status gevoelig.